# جيمي باين
جيمي باين (بالإنجليزية: Jimmy Payne)‏ (10 مارس 1926 بليفربول في المملكة المتحدة - 23 يناير 2013) هو لاعب كرة قدم بريطاني (وحمل سابقاً جنسية المملكة المتحدة لبريطانيا العظمى وأيرلندا) في مركز جناح ‏. لعب مع نادي إيفرتون ونادي ليفربول.

## وصلات خارجية
- جيمي باين على موقع قاعدة بيانات كرة القدم.إي يو (الإنجليزية)